# Mufulira Wanderers FC
Der Mufulira Wanderers Football Club ist ein Fußballverein aus der sambischen Stadt Mufulira, der in der Zambia National Division One, der zweithöchsten Spielklasse des Landes spielt.

## Erfolge
- Sambischer Meister: 1963, 1965, 1966, 1967, 1969, 1976, 1978, 1995, 1996
- Sambischer Pokalsieger: 1965, 1966, 1968, 1971, 1973, 1974, 1975, 1988, 1995
- Zambian Challenge Cup: 1964, 1967, 1968, 1969, 1978, 1984, 1986, 1994, 1996, 1997
- Zambian Charity Shield: 1967, 1968, 1976, 1977

## Stadion
Der Verein trägt seine Heimspiele im Shinde Stadium in Mufulira aus. Das Stadion hat ein Fassungsvermögen von 10.000 Personen.

## Trainerchronik
| Trainer            | Nation   | von          | bis                |
| ------------------ | -------- | ------------ | ------------------ |
| Samuel Ndhlovu     | Sambia   | 1. Juli 1967 | 30. Juni 1971      |
| Samuel Ndhlovu     | Sambia   | 1. Juli 1982 | 30. Juni 1985      |
| Paulo Jorge Santos | Portugal | 4. Juli 2016 | 15. September 2016 |
| Wilson Mwale       | Sambia   | April 2017   | heute              |